# 시코세키
시코세키(일본어: 伺候席 しこうせき[*])는 에도성에 등성한 다이묘나 하타모토가 쇼군을 배알하는 순서를 기다리고 있던 대기하는 곳이다. 토노노세키(殿席), 츠케쇼(詰所)라고도 불렸다.

## 개요
시코세키는 배알하려는 사람의 가격, 관위, 직책 등으로 구분되어 있었으며, 다이묘 가문에 있어 그 가격을 나타내는 것으로 중시되었다.
다이묘가 들어갈 수 있는 좌석은 오오로카세키(大廊下席), 오오히로마세키(大広間席), 타마리즈메(溜詰), 테이칸노마세키(帝鑑間席), 야나기노마세키(柳間席), 카리노마즈메(雁間詰), 키쿠노마히로엔즈메(菊間広縁詰)등의 7개가 있고, 각각 들어가는 다이묘는 출신이나 관위를 바탕으로 막부에 의해 정해졌다. 단, 직책에 취임했을 경우에는, 그 직책에 대해 정해진 자리 (소쟈번이면 후요노마(芙蓉間), 오오반이면 키쿠노마(菊間) 등)에 채웠다.
쇼군의 집무・생활 공간인 「오쿠(奥)」에서 가장 가까운 것은 「타마리노마(溜間)」, 다음으로 「카리노마(雁間)」「키쿠마노히로엔(菊間広縁)」「테이칸노마(帝鑑間)」로, 주로 후다이 다이묘가 들어가는 석이고, 관위나 고쿠다카에 오오로카(大廊下)나 오오히로마(大広間)의 신판・토자마 다이묘 쪽이 위이지만, 쇼군과의 친분에서는 멀리했다.
오오히로마세키(大広間席), 테이칸노마세키(帝鑑間席), 야나기노마세키(柳間席)의 다이묘는 "효다이묘(表大名)"이라하여 5절구 (인일(人日, 음력 1월 7일) · 상사(上巳, 음력 3월 초사흘) · 단오 · 칠석 · 중양(重陽, 음력 9월 9일))나 매달 등성하였다.
각각의 시코세키에 들어간 다이묘가는 다음과 같다.

## 오오로카세키(大廊下席)
오오로카세키(大廊下席)는 쇼군가의 친족이 쓰는 방이다. 카미노헤야(上之部屋)와 시모노헤야(下之部屋)의 두 칸으로 나누어져있다.
카미노헤야는 고산케가 채웠다. 에도 초기에는, 3대 쇼군 이에미츠의 혈통인 고료덴 (코후번, 타테바야시번)도 채웠고, 중기 이후 8대 쇼군 요시무네에 의해서 신설된 고산쿄의 당주도 채우게 되었다. 3대 쇼군 도쿠가와 이에미츠의 정실 혼리인 타카코의 동생 타카츠카사 노부히라가 다이묘로 발탁되었을 때에, 마츠다이라 성이 허락되어 코즈케 요시이에 1만 석을 지급받아, 카미노헤야에 들어가게 되었다 (타카츠카사 마츠다이라가).
시모노헤야는 카가번 마에다가가 채웠다. 또한, 초기에는 후쿠이번 마츠다이라가, 아시카가씨 (코가쿠보가)의 후예인 키츠레가와씨의 당주도 이곳에 있었다 (후에 후쿠이번 마츠다이라가는 오오히로마, 키츠레가와씨는 야나기노마로 내려간다).
에도 중기에는 히토츠바시가의 친척이 된 후쿠오카번 쿠로다가 당주도 채우게 된다.
| 토노세키        | 가명                                           | 영지              | 고쿠다카      | 초위관직           | 중간관직                  | 최고관직           | 친소        | 성주       | 비고                    |
| --------------- | ---------------------------------------------- | ----------------- | ------------- | ------------------ | ------------------------- | ------------------ | ----------- | ---------- | ----------------------- |
| 오오로카 - 카미 | 오와리 츄나곤(오와리 도쿠가와가)               | 오와리 나고야     | 61만 9,500석  | 종3위 권중장       | 家督時-中納言 部屋住-宰相 | 従二位大納言       | 고산케      | 성주       | 賜諱・世嗣殿上元服      |
| 오오로카 - 카미 | 키이 츄나곤(키슈 도쿠가와가)                   | 키이 와카야마     | 55만 5,000석  | 종3위 권중장       | 家督時-中納言 部屋住-宰相 | 従二位 大納言      | 고산케      | 성주       | 賜諱・世嗣殿上元服      |
| 오오로카 - 카미 | 타야스 우에몬토쿠(타야스 도쿠가와가)           | -                 | 10만석        | 종3위 권중장       | 家督時-中納言 部屋住-宰相 | 従二位 権大納言    | 고산쿄      | -          | 賜諱・世嗣殿上元服      |
| 오오로카 - 카미 | 히토츠바시 민부경(히토츠바시 도쿠가와가)       | -                 | 10만석        | 종3위 권중장       | 家督時-中納言 部屋住-宰相 | 従二位 権大納言    | 고산쿄      | -          | 賜諱・世嗣殿上元服      |
| 오오로카 - 카미 | 시미즈 식부경(시미즈 도쿠가와가)               | -                 | 10만석        | 종3위 권중장       | 家督時-中納言 部屋住-宰相 | 従二位 権大納言    | 고산쿄      | -          | 賜諱・世嗣殿上元服      |
| 오오로카 - 카미 | 코후 재상(코후 도쿠가와가)                     | 카이 코후         | 35만석        | 종3위 권중장       | 家督後-宰相               | 종3위 権中納言     | 고료덴      | 성주       | 賜諱・世嗣殿上元服 定府 |
| 오오로카 - 카미 | 타테바야시 재상(타테바야시 도쿠가와가)         | 코즈케 타테바야시 | 35만석        | 종3위 권중장       | 家督後-宰相               | 종3위 権中納言     | 고료덴      | 성주       | 賜諱・世嗣殿上元服 定府 |
| 오오로카 - 카미 | 미토 재상(미토 도쿠가와가)                     | 히타치 미토       | 35만석        | 정4위하권소장      | 종3위 中将                | 正三位 中納言      | 고산케      | 성주       | 賜諱・世嗣殿上元服 定府 |
| 오오로카 - 시모 | 마츠다이라 카가 재상(마에다가)                 | 카가 카나자와     | 102만 5,000석 | 정4위하 권소장     | 家督時-권중장 50歳-宰相   | 종3위 宰相         | 토자마      | 본국가짐   | 賜諱・世嗣殿上元服      |
| 오오로카 - 시모 | 마츠다이라 에치젠노카미(후쿠이 마츠다이라가)   | 에치젠 후쿠이     | 32만석        | 종4위하 권소장     | 家督時-侍従               | 정4위하 권중장     | 고카몬      | 대신국가짐 | 賜諱・世嗣殿上元服      |
| 오오로카 - 시모 | 마츠다이라 사효에토쿠(타카츠카사 마츠다이라가) | 코즈케 요시이     | 1만석         | 종4위하 사효에토쿠 | 家督時-侍従               | 종4위하 사효에토쿠 | 키이가 렌시 | 무성       | 定府                    |
| 오오로카 - 시모 | 마츠다이라 에치고노카미(에치젠 마츠다이라가)   | 미마사카 츠야마   | 10만석        | 종4위하            | 家督時-侍従               | 정4위하 권중장     | 고카몬      | 대신국가짐 | 賜諱・世嗣殿上元服      |

## 야나기노마세키(柳間席)
야나기노마는 5위 및 무관인 토자마 다이묘・코타이요리아이・효코케・보통의 요리아이슈가 채우는 자리이다. 준국주에서도 5위일 때는 이곳에 앉고, 4품으로 승진하면 오히로마로 옮긴다, 각 가문의 적자도 같이 동석한다.

## 카리노마즈메(雁間詰)
카리노마는 막부 성립 후에 신규로 취립된 다이묘 가운데, 성주의 격식을 갖춘 사람이 채우는 자리이다. 노중과 쇼시다이의 적자도 이 자리에 앉았다. 여기에 앉는 다이묘는 「츠메슈(詰衆)」라고 불리며, 다른 자리의 다이묘와는 달리, 매일 등성하는데다가 노중이 정오에 행하는 어전 순회 코스 중 다이묘가 들어가있는 방 중 유일한 방이고, 막부 각료의 눈에 띄어 직책을 맡을 기회가 많았다. 그래서, 테이칸노마에서 이 자리로의 이동을 원하는 다이묘들도 많았다. 카리노마, 키쿠노마히로엔을 합쳐서 「카리노키쿠(雁菊)」라고 불렀다.

## 키쿠노마히로엔(菊間広縁詰)
키쿠노마히로엔은 키쿠노마엔쿄(菊間縁頬)라고도 하며, 막부 성립 후 신규 취립의 다이묘 가운데, 무성(無城)의 사람이 채우는 자리이다. 하타모토역인 「오반토(大番頭), 쇼인반(書院番)・코쇼구미료반토(小姓組両番頭), 하타부교(旗奉行)・야리부교부야쿠의 직(槍奉行武役の職)」의 자리이기도 하다.

## 키쿠노마(菊間)
키쿠노마(의 혼켄(약1.82m))는 카리노마 다이묘의 적자 자리로 여겨져 (정중병(詰衆並)), 다이묘 당주가 채우지 않았다. 아버지가 와카도시요리, 소샤번에 근무 중이라면 적자는 키쿠노마에 나온다.
1. ↑  将軍家からの養子縁組以降。それ以前の極官は従四位下侍従まで。
2. ↑  将軍家からの養子縁組以降。